# 刘述文
刘述文（1892年—1971年），字汉琴，男，湖北钟祥人，中国大地测量学家，曾任第三、四届全国政协委员。

## 生平
1937年淞沪会战后，时任中央陆地测量学校教育处处长的刘述文跟随队伍，由南京大石桥出发，途径长沙到桂林，再到贵州镇宁。1942年所著《兰勃氏投影之方向改正和距离改正》获国民政府教育部颁发的科学发明奖。1945年任陕西武功县的陆地测量总局中央陆地测量学校第一分校主任。学制1.5年的短训班，保证前线的军事测绘人才需要，同时开办大地测量、地形测量正班（相当于大学本科）。
抗日战争胜利后，一分校撤销，正班学员调入位于苏州的国防部测量学校继续学习，刘述文担任该校教授。
1949年4月渡江战役前夕，国防部测量学校的一部南下广州后赴台。刘述文则留在大陆。1949年6～7月间，奉中央军委作战部部长李涛的命令，东北军区司令部地图科长兼东北军区测绘学校副校长蒲锡文代表军委作战部到南京、上海等地调查了解第二、第三野战军的测绘工作，以及接收国防部测量局及有关测绘单位等情况，蒲锡文慕名登门拜访刘述文，诚请这位测绘教育家投身人民军队的测绘教育事业，刘述文欣然应允，到沈阳担任东北军区测绘学校副校长。1950年1月17日，东北军区测绘学校改编为中国人民解放军测绘学校，归军委总参谋部建制，由东北军区代管。校长石敬平、第一副校长蒲锡文、第二副校长刘述文主管专业教学。1950年9月，测绘学校按正规大学编制系、科、班，设大地测量、地形测量、地图制作3个系，学员编15个教学班。 